# Пірігме
Пірігме (Угме) — правитель (енсі) шумерської держави Лагаш. Його правління припадало приблизно на першу половину XXI століття до н. е.